# Sân bay Trường Sa
Sân bay Trường Sa là một sân bay quân sự toạ lạc tại đảo Trường Sa Lớn, thuộc đặc khu Trường Sa, tỉnh Khánh Hòa, Việt Nam
Đây là sân bay quân sự duy nhất của Không quân Nhân dân Việt Nam trên quần đảo Trường Sa, có một đường băng dài khoảng 1300 mét. Đường băng và sân đỗ máy bay có ba lớp kết cấu trên nền cát, đá san hô tự nhiên gồm: Lớp nền móng tạo phẳng và lu, lèn chặt; lớp móng gia cố xi măng và lớp bê tông xi măng cường độ cao dày 25 cm. Sân bay trên đảo Trường Sa Lớn có thể tiếp nhận các loại trực thăng, máy bay tuần tiễu M-28 và các loại máy bay chiến đấu khác.
Có thể nói, sân bay Trường Sa là một công trình quan trọng trong việc khẳng định chủ quyền biển đảo của Việt Nam.
Phòng điều hành và bảo đảm kỹ thuật sân bay do Phòng Tham mưu, Sư đoàn 370 đảm nhiệm.